# Stammersdorfer Zentralfriedhof

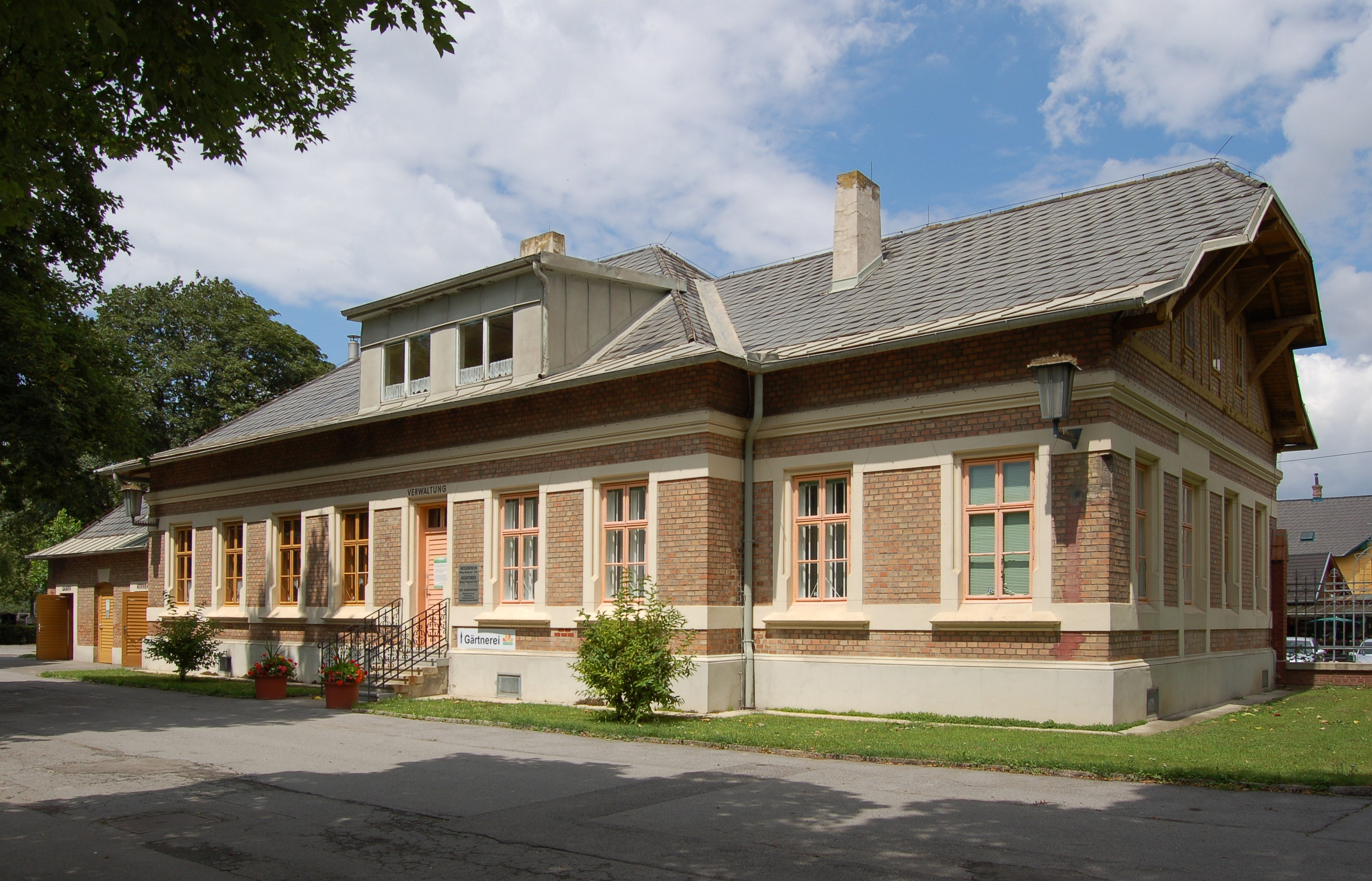
Stammersdorfer Zentralfriedhof, Verwaltung

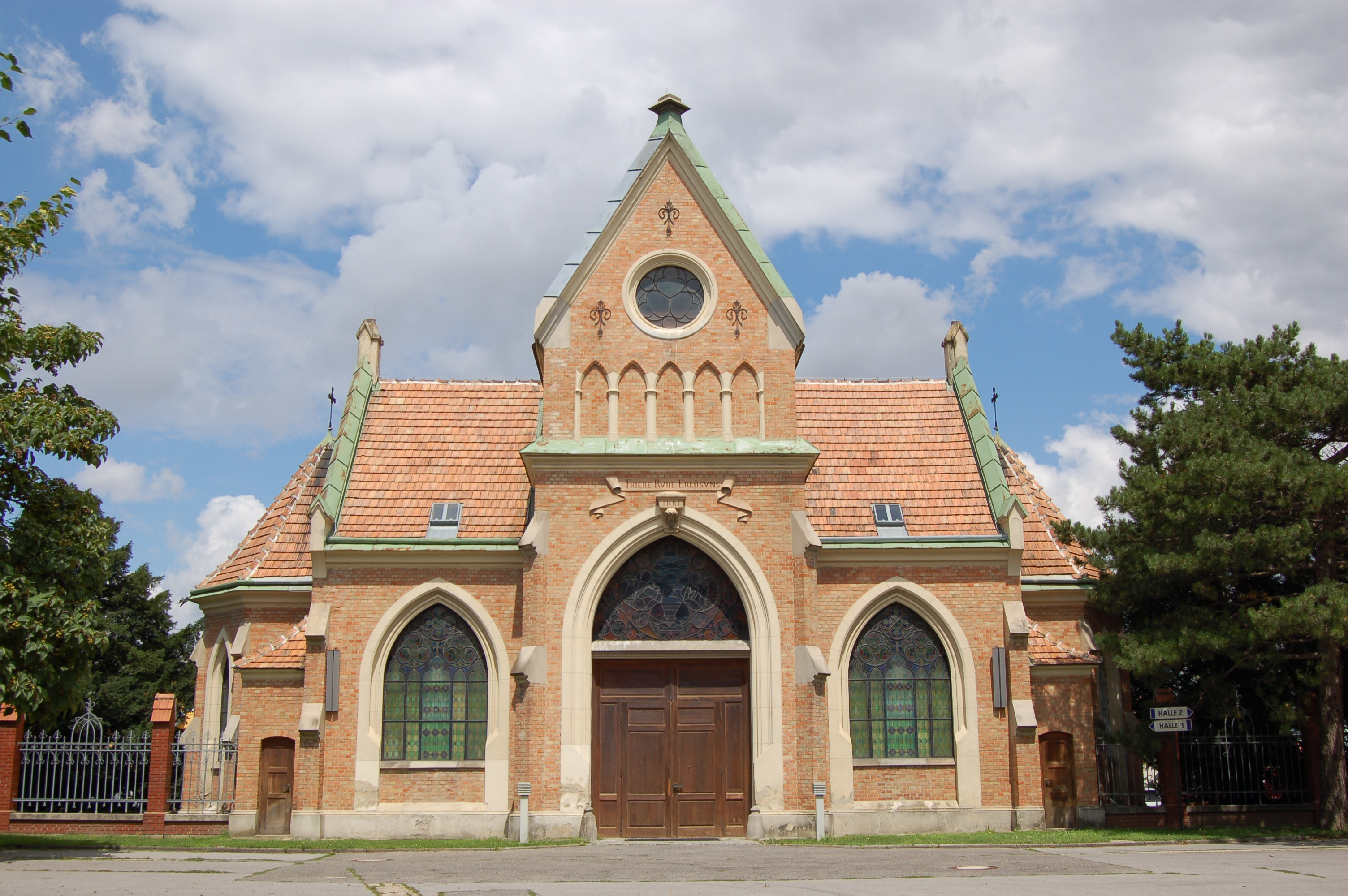
Stammersdorfer Zentralfriedhof, Halle 1

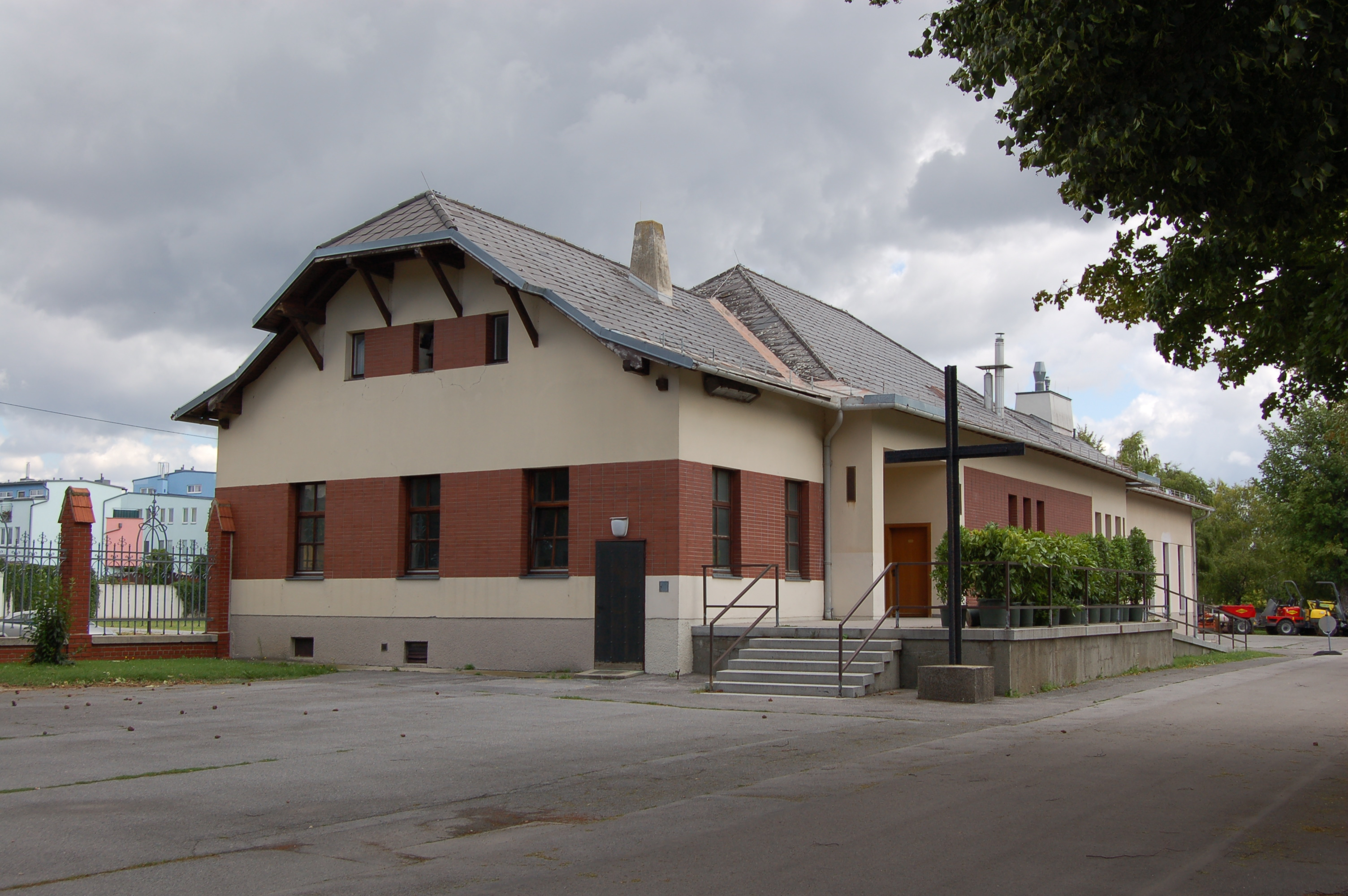
Stammersdorfer Zentralfriedhof, Halle 2

Der Stammersdorfer Zentralfriedhof (auch: Friedhof Stammersdorf Zentral) ist ein Friedhof im Bezirksteil Stammersdorf des 21. Wiener Gemeindebezirks Floridsdorf. Er wird von der Friedhöfe Wien GmbH verwaltet.

## Lage
Der Stammersdorfer Zentralfriedhof liegt im Nordosten des 21. Wiener Gemeindebezirks an der Stammersdorfer Straße 244–260. Der Friedhof wird im Osten von einem Grenzweg zwischen Wien und Niederösterreich und im Norden von der Stammersdorfer Straße begrenzt. Im Westen grenzt er an den Kleingartenverein Stammersdorf, im Süden an Grünflächen, Einfamilienhäuser und einen Acker. Der historische Ortskern von Stammersdorf befindet sich etwa 2 Kilometer westlich des Friedhofs.

## Beschreibung
Der Stammersdorfer Zentralfriedhof umfasst eine Fläche von 192.970 m² und beherbergt 23.034 Grabstellen. Damit ist er flächenmäßig der fünftgrößte städtische Friedhof Wiens. Trotz seiner Größe ist er aufgrund der Lage direkt an der Stadtgrenze nur durch den Regionalbus Linie 125 an das öffentliche Verkehrsnetz angeschlossen.
An der Nordseite des Friedhofs befinden sich der Haupteingang und drei große Gebäude: (I) das im Heimatschutzstil gehaltene und mit Walmdächern versehene Gebäude der Friedhofsverwaltung, in dem auch ein öffentliches WC untergebracht ist; unmittelbar östlich davon steht (II) die in ihren äußeren Formen an eine neugotische Backsteinkapelle erinnernde und für die Aufbahrung Verstorbener genutzte Halle 1; wiederum östlich davon schließt (III) die moderne, aber den Baustil des Friedhofsverwaltungsgebäudes imitierende Halle 2 an, die ebenfalls zur Aufbahrung Verstorbener vorgesehen ist.
Der Stammersdorfer Zentralfriedhof verfügt über eine der acht Filialen der Friedhofsgärtnerei der Friedhöfe Wien GmbH. Im östlichen und westlichen Teil des Friedhofs befindet sich je ein Urnenhain.
In einer anderen Abteilung findet man die Heldengräber der Gefallenen der Roten Armee und der verstorbenen sowjetischen Besatzungssoldaten. Belegt wurde dieser beim Urnenfriedhof gelegene Soldatenfriedhof von 1945 bis 1945 mit Gruppen- und Einzelgräbern. Für 105 Todesopfer des Brünner Todesmarsches 1945 wurde in der Gruppe 3 ein Massengrab angelegt.

## Geschichte

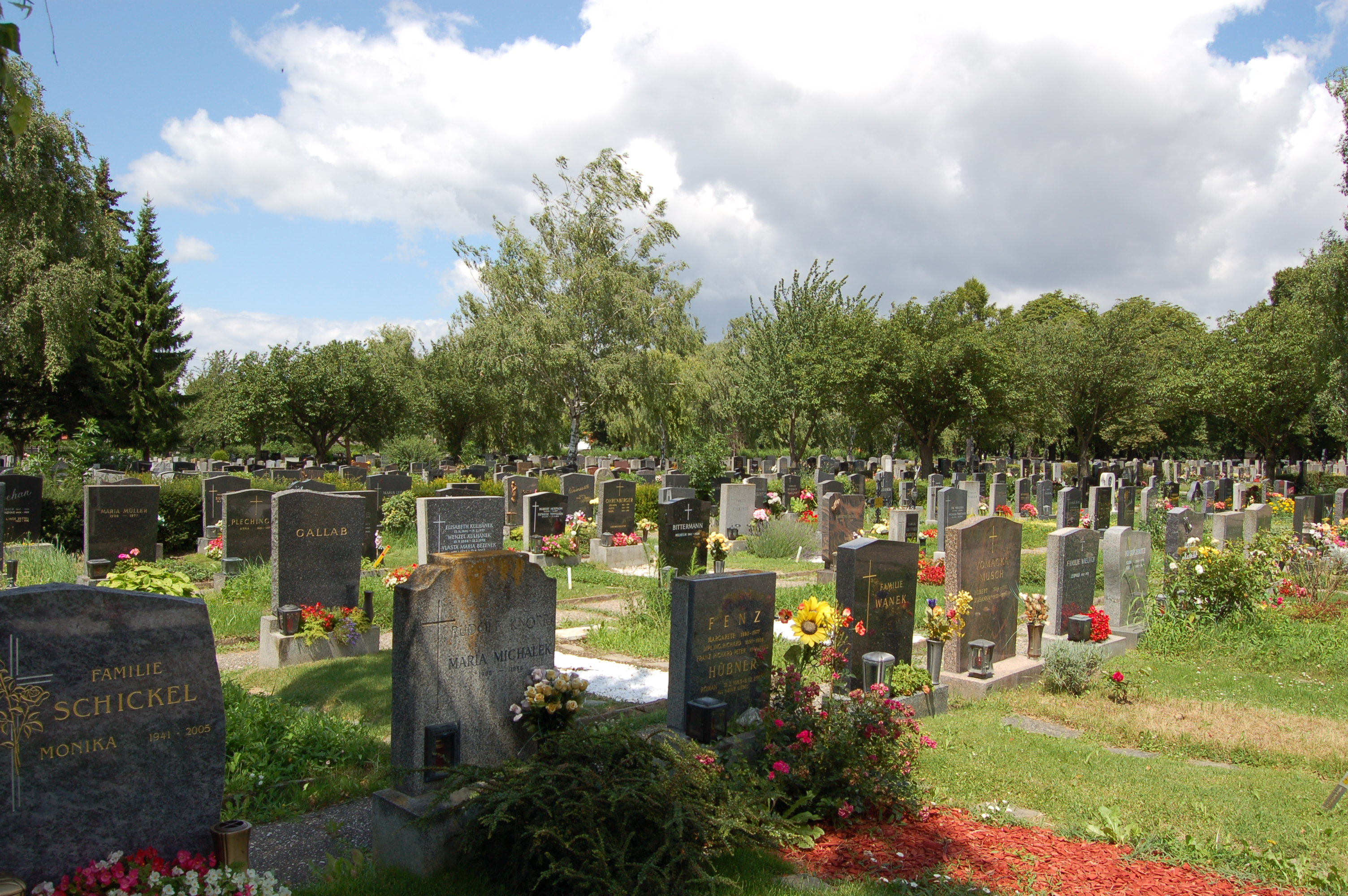
Blick über den Stammersdorfer Zentralfriedhof

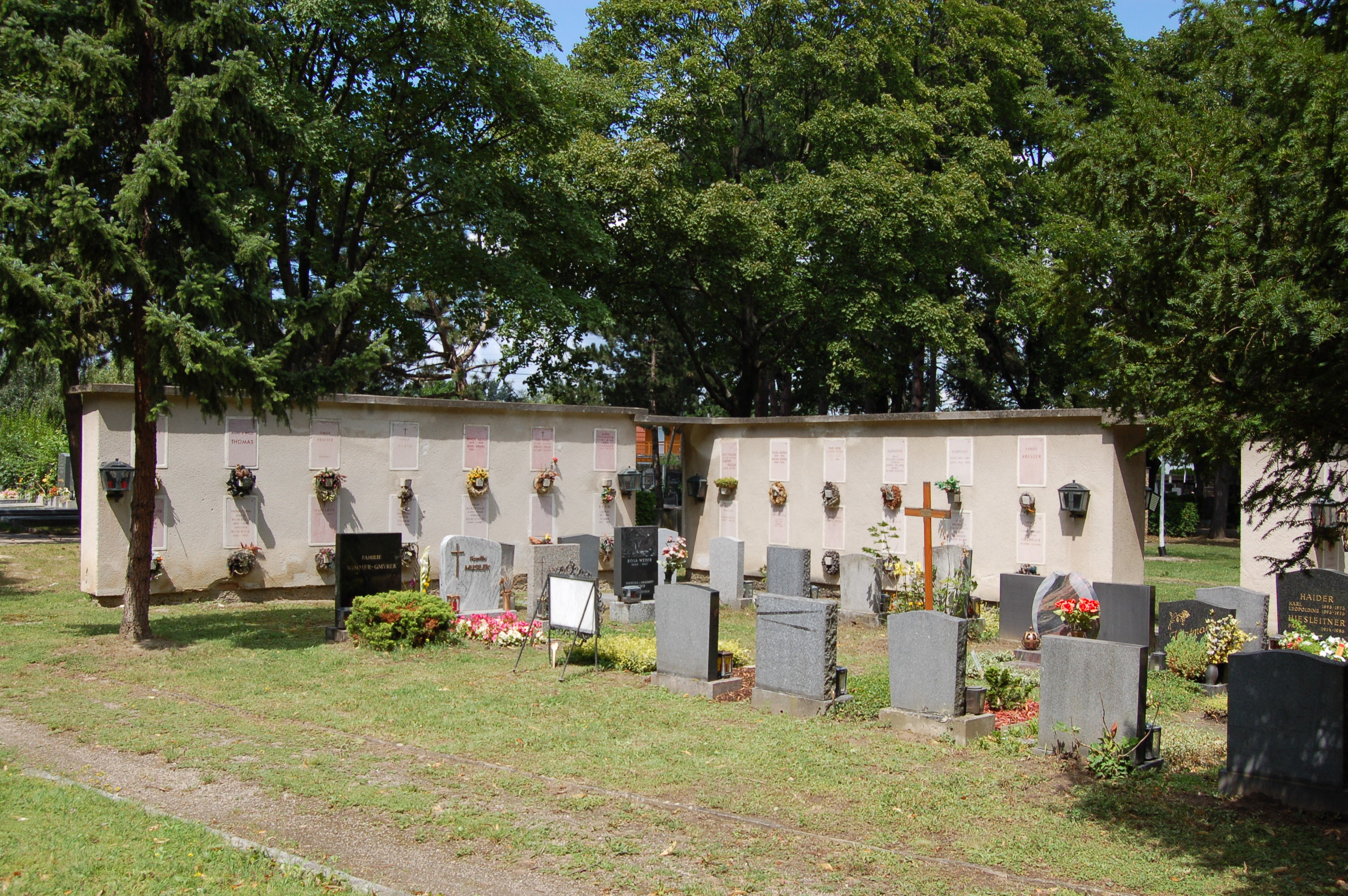
Urnenfriedhof auf dem Stammersdorfer Zentralfriedhof

Als sich 1894 die Orte Jedlesee, Neu-Jedlersdorf, Donaufeld und Floridsdorf zur Großgemeinde Floridsdorf zusammenschlossen, war eine der von ihren politischen Vertretern gestellten Bedingungen die Auflassung der bisherigen Ortsfriedhöfe. Statt diesem  sollte  für diese Orte ein zentraler Friedhof in geeigneter Lage abseits der bewohnten Gebiete errichtet werden. Entsprechende Projekte wurden zunächst in Leopoldau und Jedlesee verfolgt, doch scheiterten diese in Leopoldau am geforderten Grundstückspreis und in Jedlesee am Einspruch von Stift Klosterneuburg als Grundbesitzer. Hingegen erklärte sich die Gemeinde Stammersdorf 1901 bereit, zwei Grundstücke in geeigneter Größe und Lage für 66.772 Kronen zur Errichtung des zentralen Friedhofs zu verkaufen. Die Stammersdorfer Bevölkerung hatte ihre Toten ursprünglich am Stammersdorfer Pfarrfriedhof bei der Pfarrkirche beerdigt, ab 1833 hatte der damals neu errichtete Stammersdorfer Ortsfriedhof als Begräbnisstätte gedient.
Ab 1902 führte Karl Frömmel die Bauten für den neuen zentralen Friedhof nach Plänen von Oskar Mratschek aus. Am 27. Mai 1903 wurde die Anlage kirchlich geweiht und am 1. Juni 1903 offiziell eröffnet, gleichzeitig wurden der Floridsdorfer Ortsfriedhof, der Jedleseer Friedhof und der Donaufelder Friedhof geschlossen.
In den Jahren nach der Eröffnung des Friedhofs wurde zunächst der mittlere Teil des Areals bei der neugotischen Halle 1 mit Grabstätten belegt. Mit 1. Jänner 1906 übernahm die Gemeinde Wien die Verwaltung des Friedhofs und benannte ihn in Friedhof in Stammersdorf um, 1920 wurde er als Stammersdorfer Friedhof neben dem Wiener Zentralfriedhof zum zweiten Hauptfriedhof der Stadt bestimmt. 1925 wurde das Friedhofsareal wesentlich vergrößert und die Halle 2 hinzugefügt, gleichzeitig erfolgte die Rückbenennung in Stammersdorfer Zentralfriedhof.
Mit wachsender Beliebtheit der Feuerbestattung wurde 1928 auch auf dem Stammersdorfer Zentralfriedhof eine Urnennischenanlage sowie  eine Urnenbegräbnisstätte errichtet, die ab dem 2. Jänner 1929 belegt wurden.
In den Jahren 1964 bis 1966 wurde die Halle 2 umgebaut und mit einer eigenen Feuerbestattungsanlage ausgestattet, welche bis 1981 im Regelbetrieb war (siehe unten). Ende der 1980er Jahre wurden beide Aufbahrungshallen des Stammersdorfer Zentralfriedhofs nach Plänen von Christof Riccabona saniert und umgebaut, unter anderem wurde die Altarwand in der Halle 2 mit einem Goldmosaik von Hermann Bauch junior ausgestaltet. In den Jahren 2001 bis 2002 wurde die Feuerbestattungsanlage entfernt und die bisher dafür genutzten Räumlichkeiten in der Halle 2 für das Personal der Friedhofsgärtnerei adaptiert.
Heute verfügt die Halle 1 über eine Nutzfläche von 130 m², die Halle 2 über eine Nutzfläche von 145 m². Durch ihre flexible Ausstattung können Verabschiedungszeremonien sowohl für die Erd- als auch für Feuerbestattungen abgehalten werden.

### Krematorium

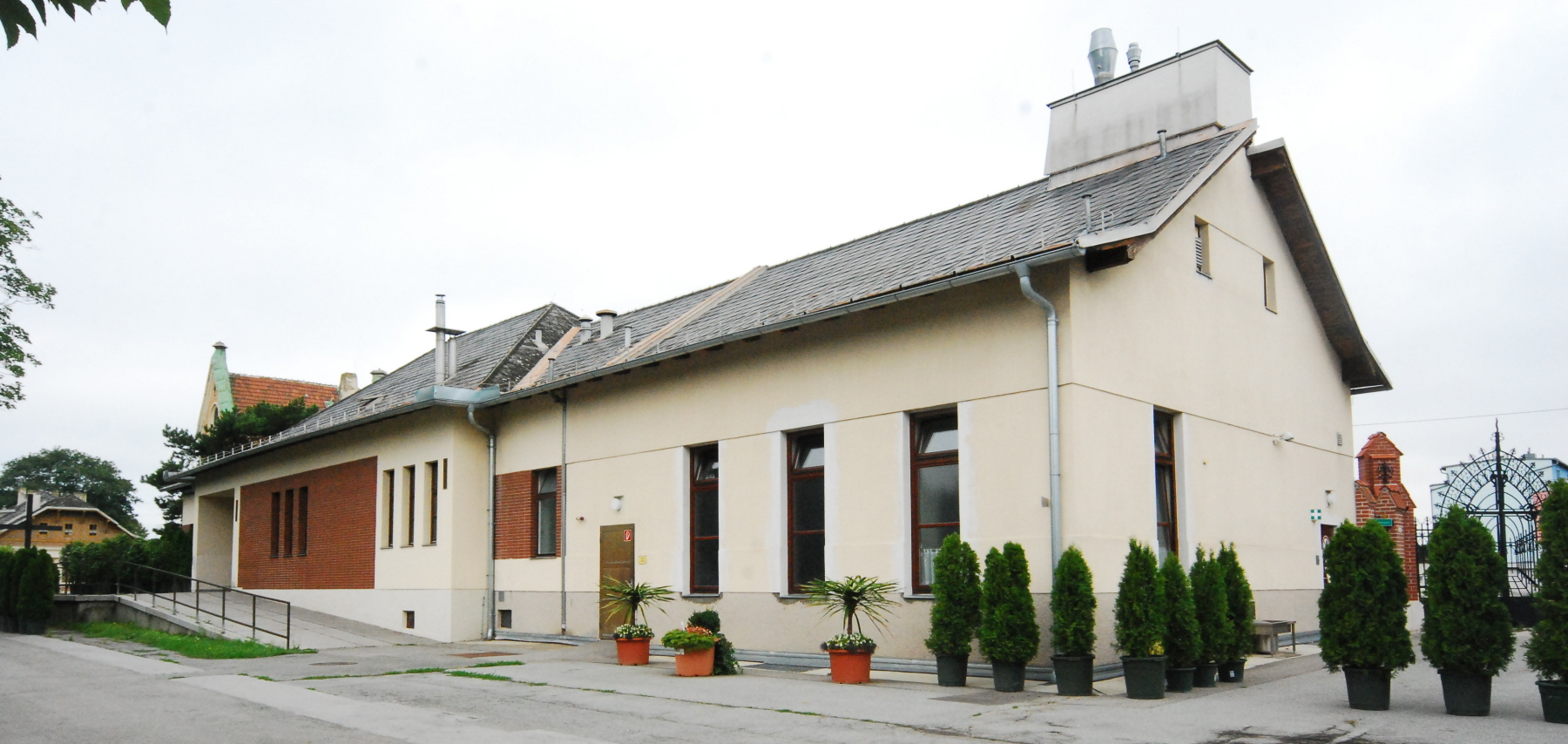
Das an die Halle 2 angebaute ehemalige Krematorium auf dem Stammersdorfer Zentralfriedhof

Das Krematorium auf dem Stammersdorfer Zentralfriedhof wurde von 1964 bis 1966 als Anbau an die bestehende Halle 2 errichtet und verfügte über zwei mit Gas betriebene Verbrennungsöfen. Es  war seinerzeit das siebte Krematorium, das in Österreich in Betrieb genommen wurde. Die Änderungen im katholischen Kirchenrecht bezüglich Feuerbestattungen 1963 sowie die zunehmende Besiedlung der Bezirke am linken Donauufer hatten die Wiener Stadtregierung zu dieser Entscheidung veranlasst. Es sollte damit eine Möglichkeit geschaffen werden, Feuerbestattungen auch in dem am linken Donauufer gelegenen und an Bevölkerung wachsenden Teil Wiens durchzuführen, da dies bislang nur in der Feuerhalle Simmering beim Wiener Zentralfriedhof möglich war.
Neben der Errichtung der eigentlichen Einäscherungsanlage als Anbau an die bestehende Halle 2 wurde auch die Halle selbst so umgebaut, dass dort Trauerfeiern sowohl für Erd- als auch für Feuerbestattungen stattfinden konnten. Die technische Planung dieser Umbauten erfolgte durch Josef Strelec, die künstlerische Gestaltung durch Erich Boltenstern, der zuvor bereits die Pläne für die Feuerhalle Graz und die Feuerhalle Villach erstellt hatte. Ein Beton-Dickglasfenster an der Stirnseite des Vorraums wurde von Hermann Bauch geschaffen, ein großes Stahlkreuz außerhalb der Halle von Walter Schulz.
Da in den folgenden Jahrzehnten die Zahl der Feuerbestattungen in Wien nicht im erwarteten Umfang anstieg, erwies sich der Betrieb von zwei Krematorien in der Stadt aus wirtschaftlichen Gründen als nicht sinnvoll. Der Betrieb des Krematoriums auf dem Stammersdorfer Zentralfriedhof wurde deshalb zunächst probeweise am 7. September 1981 eingestellt und lediglich während der Jahre 1984 bis 1986, als die Feuerhalle Simmering neue Verbrennungsöfen erhielt, wieder aufgenommen.
In den Jahren 2001 bis 2002 wurde die inzwischen stillgelegte und seit Jahren nicht mehr gewartete Feuerbestattungsanlage schließlich ganz entfernt und die bis dahin von den beiden Verbrennungsöfen belegten Räumlichkeiten als Arbeits- und Waschräume für das Personal der Friedhofsgärtnerei adaptiert. Heute erinnern in der Halle 2 nur mehr einige technische Details wie die Dimensionierung der Gashauptleitung und eigene Gaszähler an die frühere Verwendung.

## Grabstätten bedeutender Persönlichkeiten

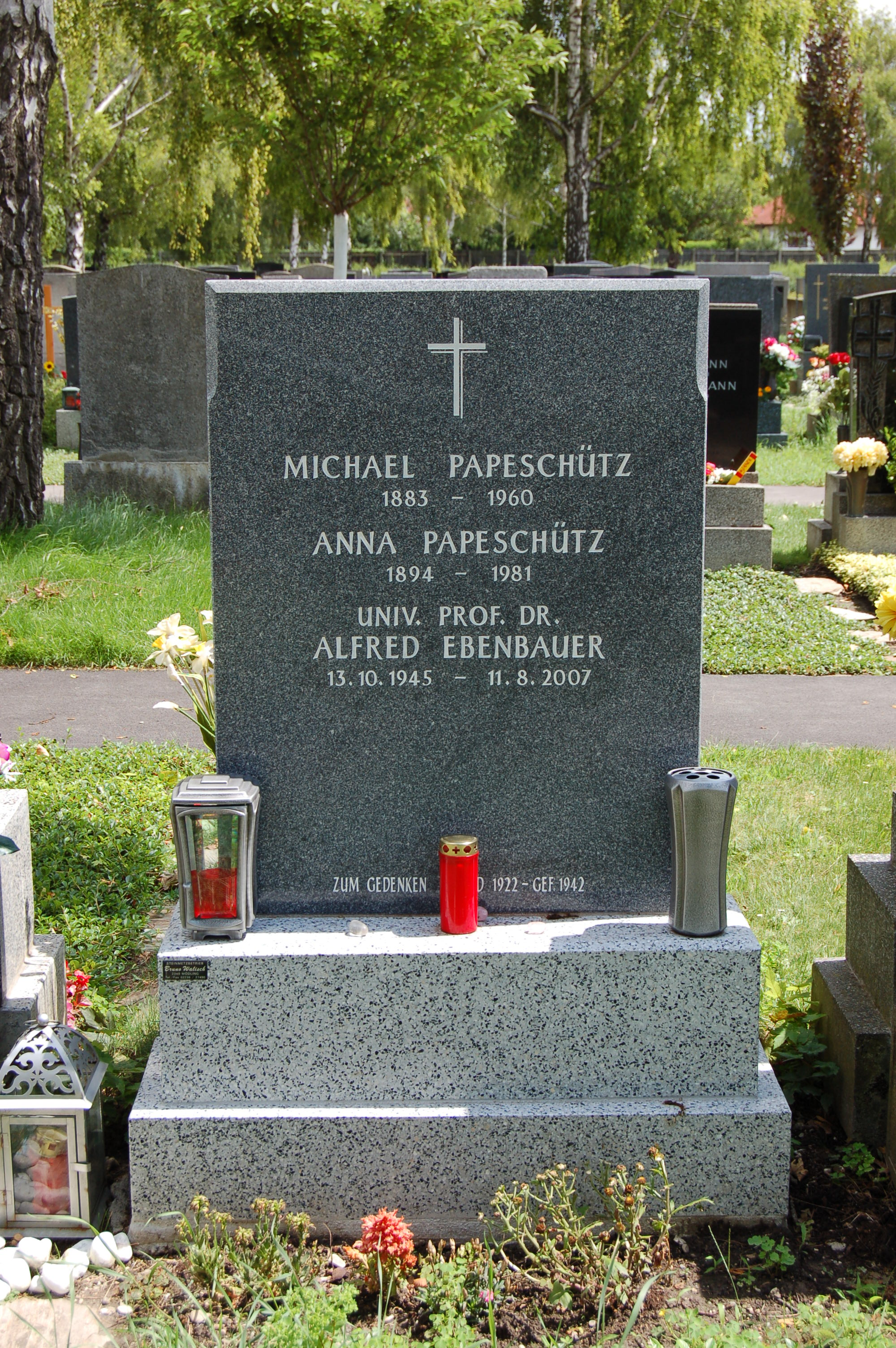
Grabmal von Alfred Ebenbauer

### Ehrenhalber gewidmete Gräber
Der Stammersdorfer Zentralfriedhof weist fünf ehrenhalber gewidmete Gräber auf.
| Name              | Lebensdaten | Tätigkeit                              |
| ----------------- | ----------- | -------------------------------------- |
| Anton Anderer     | 1857–1936   | Letzter Bürgermeister von Floridsdorf  |
| Alfred Ebenbauer  | 1945–2007   | Germanist und Literaturwissenschaftler |
| Franz Hoß         | 1866–1947   | Vizebürgermeister von Wien             |
| Johann Pospischil | 1883–1934   | Opfer des Februaraufstands von 1934    |
| Emil Scholz       | 1852–1930   | Bezirksvorsteher-Stellvertreter        |

### Gräber weiterer Persönlichkeiten
Weitere bedeutende Persönlichkeiten, die am Stammersdorfer Zentralfriedhof begraben sind:
| Name                | Lebensdaten | Tätigkeit                                      |
| ------------------- | ----------- | ---------------------------------------------- |
| Friedrich Beyer     | 1929–2010   | Jazzmusiker                                    |
| Otmar Emerling      | 1924–2015   | Politiker                                      |
| Ernst Fiala         | 1940–2006   | Fußballspieler                                 |
| Karl Friedl         | 1884–1955   | Politiker                                      |
| Friedrich Gschweidl | 1901–1970   | Fußballspieler                                 |
| Rudolf Hiden        | 1909–1973   | Fußballspieler                                 |
| Viktor Hierländer   | 1900–1981   | Fußballspieler                                 |
| Egon von Jordan     | 1902–1978   | Schauspieler                                   |
| Peter Jung          | 1955–2003   | Militärhistoriker und Staatsarchivar           |
| Wanda Kuchwalek     | 1947–2004   | Zuhälterin                                     |
| Willy Meerwald      | 1924–2005   | Musiker                                        |
| Erna Musik          | 1921–2009   | Sozialdemokratin, Holocaust-Überlebende        |
| Ernst Ogris         | 1967–2017   | Fußballspieler                                 |
| Anton Polaschek     | 1855–1912   | Gymnasialprofessor in Czernowitz und Wien      |
| Johann Riegler      | 1929–2011   | Fußballspieler                                 |
| Walter Rirsch       | 1918–1982   | Fußballspieler                                 |
| Hermine Riss        | 1903–1980   | Gerechte unter den Völkern                     |
| Ernst Rudelitsch    | 1940–2007   | Miliz-Vizeleutnant                             |
| Kurt Schaffer       | 1928–2013   | Volksmusiker                                   |
| Helmut Schicketanz  | 1930–1975   | Kabarettist                                    |
| Rudolf Schwaiger    | 1924–1979   | Bildhauer                                      |
| Hans Seper          | 1924–2004   | Technikhistoriker                              |
| Karl Stoiber        | 1907–1994   | Fußballspieler                                 |
| Toni Strobl         | 1925–2006   | Kabarettist                                    |
| Karl Stuhlpfarrer   | 1941–2009   | Historiker                                     |
| Ernst Theumer       | 1890–1978   | Politiker                                      |
| Karl Wörister       | 1946–2016   | Soziologe                                      |
| Hilde Zimmermann    | 1920–2002   | Widerstandskämpferin und politische Aktivistin |
| Rudolf Zöhrer       | 1911–2000   | Fußballspieler                                 |